# Vomit Remnants
Vomit Remnants je japonská deathmetalová hudební skupina, založená v roce 1997 v Tokiu. Skupina se rozpadla v roce 2005 a roku 2015 obnovila činnost.

## Historie
Skupina založili v roce 1997 bubeník Keisuke Tsuboi, kytarista Takahiro Kuwabara a baskytarista Ryo Nagamizu. V prosinci téhož roku vyšlo první demo nazvané In the Name of Vomit, na kterém zastával post zpěváka Shinjiroh Sawada. Nahrávce se dostalo celosvětové propagace a objevila se v různých hudebních magazínech. Začátkem roku 1998 nahrála skupina druhé demo, Brutally Violated, a o několik týdnů později novou píseň, která se stala součástí kompilace Gore Is Your Master vydané pod Razorback Records.
V roce 1999 skupinu opustil zpěvák Sawada, na debutovém albu Supreme Entity ho nahradil Toshiyasu Kusayanagi. Album vyšlo v květnu skrze vydavatelství Macabre Mementos Records. Skupina následně hrála na festivalu Ohio Deathfest vedle velkých deathmetalových skupin jako Dying Fetus, Devourment či Internal Bleeding. Roku 2000 přišel nový člen Atsuyuki Katou a ujal se role zpěváka a kytaristy. Následovalo evropské turné s Fleshless a Godless Truth, v jehož rámci skupina vystupovala na festivalech Obscene Extreme a Nuclear Storm Fest. Hráli mj. v Nizozemsku, Belgii, Rakousku a třikrát v Německu, poté proběhlo turné po Spojených státech spolu s kapelou Brodequin, u jehož příležitosti vyšlo EP Indefensible Vehemence. Skupina rovněž nahrála coververzi písně „Mass Obliteration“ skupiny Suffocation pro chystané tributní album.
Po vydání dalších dvou demonahrávek, dvou splitů a jedné kompilace v letech 2004–2005 se skupina rozpadla. V roce 2015 došlo k obnovení činnosti a o dva roky později vyšla po 12 letech nová skladba nazvaná „Hi-fi the Art of Rapture“. Druhé studiové album, Hyper Groove Brutality, vyšlo 21. dubna 2017 pod Unique Leader Records.

## Styl
Vomit Remnants se značně inspirovali skupinami z newyorské deathmetalové scény jako Internal Bleeding, Suffocation nebo Dying Fetus, jejichž vliv je na debutovém albu jasně patrný, stejně jako prvky slamu a občasného thrash metalu. Skladby sestávají z rychlé hraných, agresivních částí, proložených pomalejšími částmi s výrazným groovem. Někteří skupinu nazývají „japonskými Dying Fetus“.

## Diskografie

### Dema
- In the Name of Vomit (1997)
- Brutally Violated (1998)
- In the Name of Vomit/Brutally Violated (1998)
- Promo 2004 (2004)
- Promo 2005 (2005)

### EP
- Indefensible Vehemence (2001)

### Studiová alba
- Supreme Entity (1999)
- Hyper Groove Brutality (2017)

### Splity
- Get Drunk or Die Tryin: Premature Burial Tour Vol.1 (s Goratory a Wormed, 2004)
- Vomit Remnants/Godless Truth/Carnivorous (s Carnivorous a Godless Truth, 2005)
- Eastern Beast – Western Wolf (s Blood of Christ, 2020)

### Kompilace
- Supreme Vehemence (2005)
- From Death Till Groove (2017)
- Collecting the Remnants (2017)